# Liste der Wappen im Unstrut-Hainich-Kreis
Diese Liste erfasst alphabetisch geordnet die Wappen der Städte und Gemeinden des Unstrut-Hainich-Kreises in Thüringen (Deutschland).

Wappen des Unstrut-Hainich-Kreises
Der Unstrut-Hainich-Kreis in Thüringen
Der Unstrut-Hainich-Kreis in Deutschland

## Städte und Gemeinden
Folgende Gemeinden führen kein Wappen:
| - Blankenburg - Bruchstedt - Haussömmern - Hornsömmern - Kirchheilingen | - Mittelsömmern - Südeichsfeld - Sundhausen - Tottleben - Urleben |

- Stadt
Bad Langensalza
- Stadt
Bad Tennstedt
- Gemeinde
Ballhausen
- Gemeinde
Großvargula
- Gemeinde
Herbsleben
- Gemeinde
Kammerforst
- Gemeinde
Körner
- Gemeinde
Kutzleben
- Gemeinde
Marolterode
- Kreisstadt
Mühlhausen
- Stadt und Landgemeinde
Nottertal-Heilinger Höhen
- Gemeinde
Oppershausen
- Landgemeinde
Unstrut-Hainich
- Gemeinde
Unstruttal
- Landgemeinde
Vogtei

## Wappen ehemals selbstständiger Gemeinden

Landgemeinde Unstrut-Hainich Ortsteil Altengottern
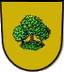
Stadt Nottertal-Heilinger Höhen Ortsteil Bothenheilingen
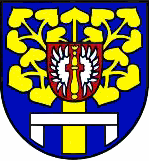
Landgemeinde Südeichsfeld Ortsteil Diedorf
Landgemeinde Unstrut-Hainich Ortsteil Flarchheim
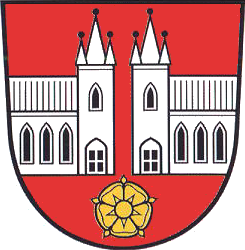
Landgemeinde Unstrut-Hainich Ortsteil Großengottern
Landgemeinde Südeichsfeld Ortsteil Hallungen
Landgemeinde Unstrut-Hainich Ortsteil Heroldishausen
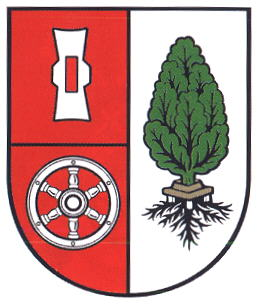
Landgemeinde Südeichsfeld Ortsteil Heyerode
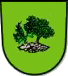
Stadt Nottertal-Heilinger Höhen Ortsteil Issersheilingen
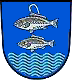
Stadt Nottertal-Heilinger Höhen Ortsteil Kleinwelsbach
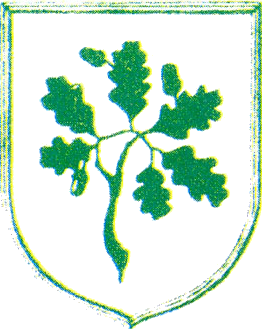
Landgemeinde Vogtei Ortsteil Langula
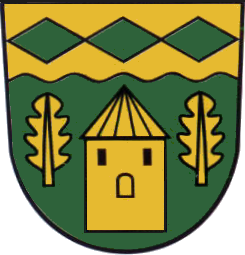
Gemeinde Unstruttal Ortsteil Lengefeld
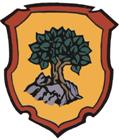
Landgemeinde Südeichsfeld Ortsteil Lengenfeld unterm Stein
Landgemeinde Unstrut-Hainich Ortsteil Mülverstedt

Stadt Bad Langensalza Ortsteil Nägelstedt
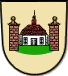
Stadt Nottertal-Heilinger Höhen Ortsteil Neunheilingen
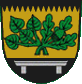
Landgemeinde Vogtei Ortsteil Niederdorla
Landgemeinde Vogtei Ortsteil Oberdorla
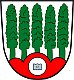
Stadt Nottertal-Heilinger Höhen Ortsteil Obermehler
Stadt Nottertal-Heilinger Höhen Ortsteil Schlotheim
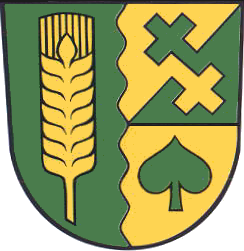
Landgemeinde Unstrut-Hainich Ortsteil Schönstedt
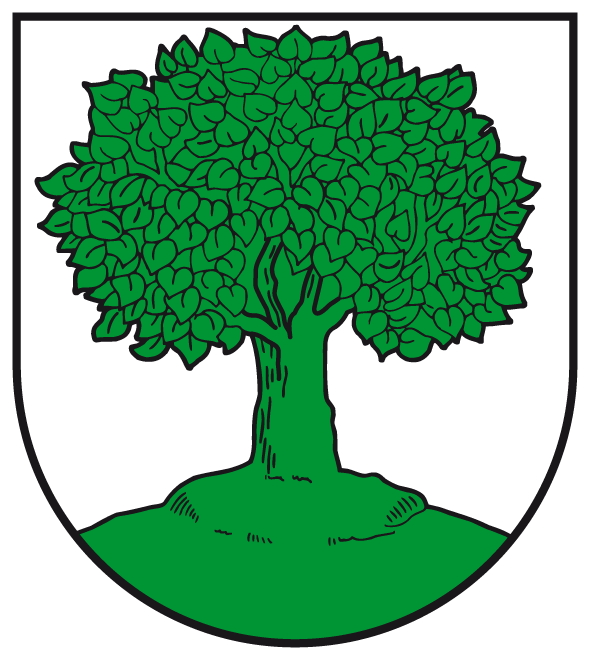
Stadt Bad Langensalza Ortsteil Ufhoven
Landgemeinde Unstrut-Hainich Ortsteil Weberstedt
Stadt Bad Langensalza Ortsteil Nägelstedt
- Stadt Nottertal-Heilinger Höhen
Ortsteil Neunheilingen
- Landgemeinde Vogtei
Ortsteil Niederdorla
- Landgemeinde Vogtei
Ortsteil Oberdorla
- Stadt Nottertal-Heilinger Höhen
Ortsteil Obermehler
- Stadt Nottertal-Heilinger Höhen
Ortsteil Schlotheim
- Landgemeinde Unstrut-Hainich
Ortsteil Schönstedt
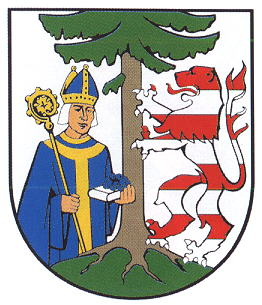
Stadt Bad Langensalza
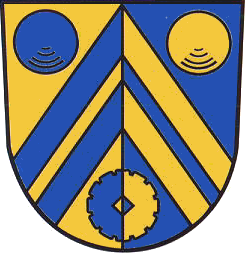
Gemeinde Ballhausen
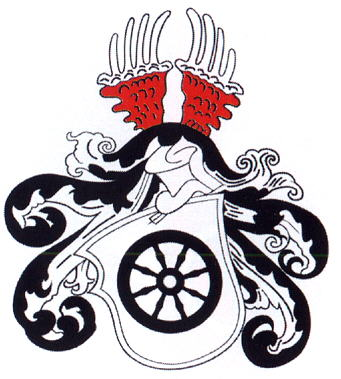
Gemeinde Großvargula
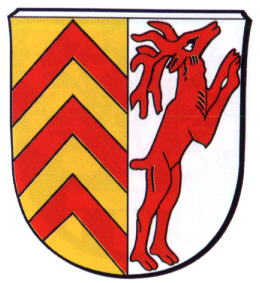
Gemeinde Herbsleben
Gemeinde Kammerforst
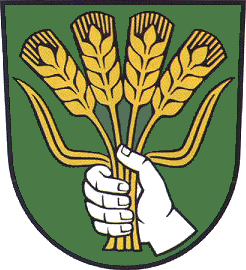
Gemeinde Körner
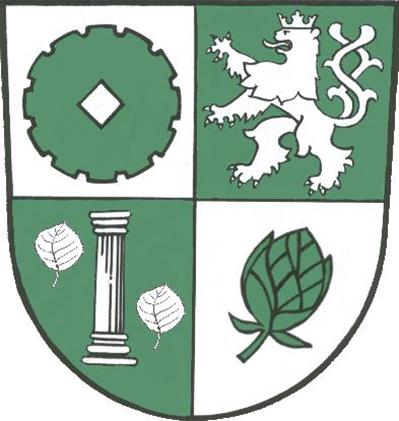
Gemeinde Kutzleben
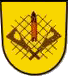
Gemeinde Marolterode
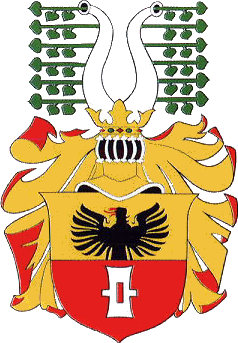
Kreisstadt Mühlhausen
Stadt und Landgemeinde Nottertal-Heilinger Höhen
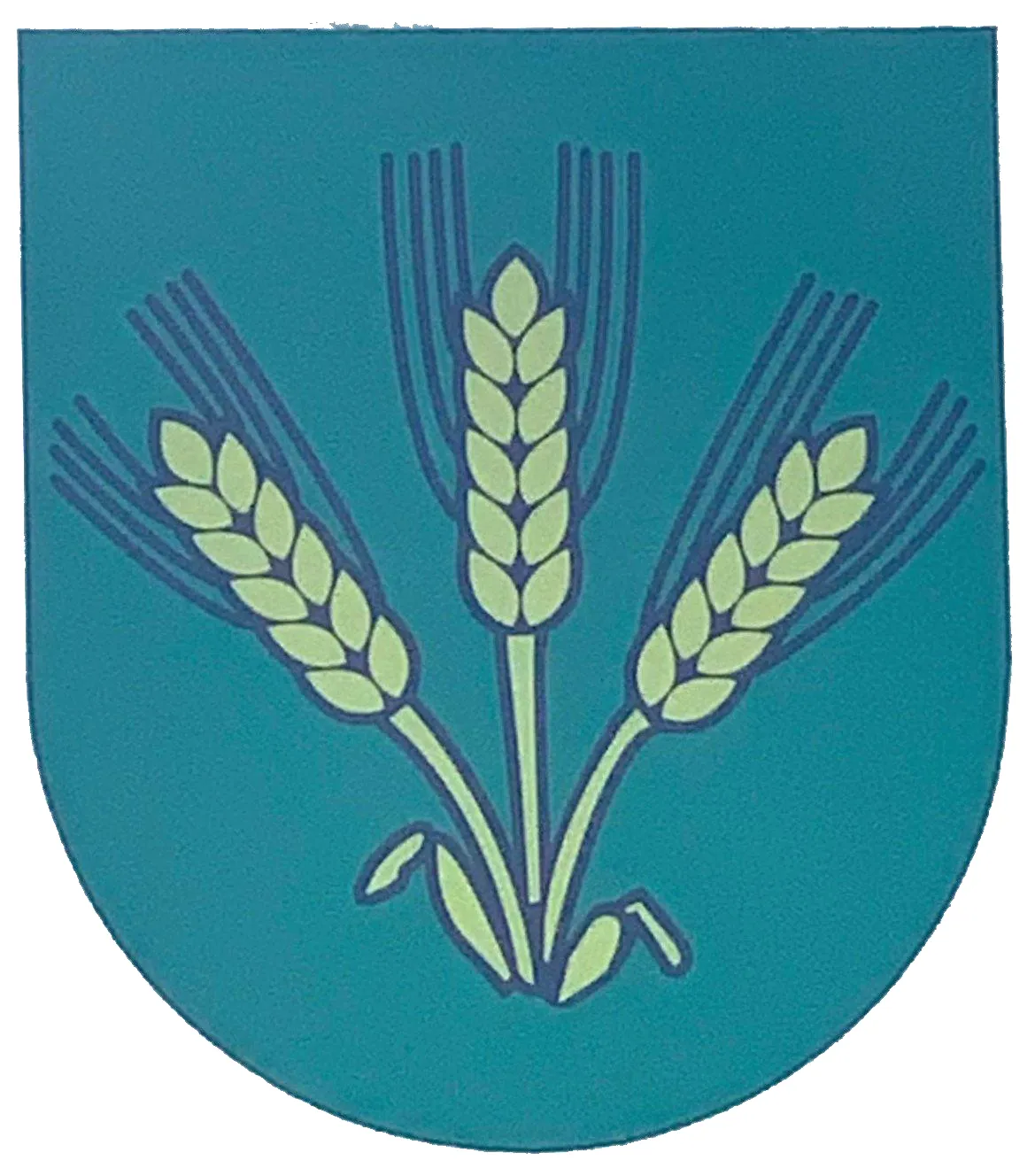
Gemeinde Oppershausen
Ortsteil Ufhoven[1]
Landgemeinde Unstrut-Hainich Ortsteil Weberstedt
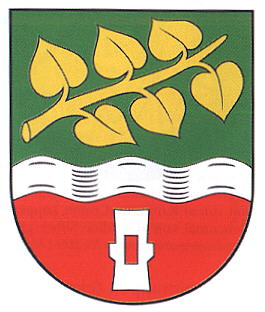
Gemeinde Unstruttal
Landgemeinde Vogtei

## Historische Wappen

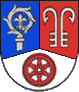
Gemeinde Dünwald
Stadt Schlotheim

## Blasonierungen
1. ↑  Ufhoven: „In Silber auf grünem Hügel eine grüne Linde.“